# Europees kampioenschap hockey vrouwen 1991
Het Europees kampioenschap hockey vrouwen 1991 had plaats van woensdag 1 mei tot en met zaterdag 11 mei 1991 in Brussel, België. Het was de derde editie van dit internationale sportevenement, dat onder auspiciën stond van de Europese hockeyfederatie (EHF). Titelverdediger was Nederland.

## Uitslagen voorronde

### Groep A
| Team      | G | W | GL | V | P  | DV | DT |
| --------- | - | - | -- | - | -- | -- | -- |
| Duitsland | 5 | 5 | 0  | 0 | 10 | 18 | 3  |
| Nederland | 5 | 4 | 0  | 1 | 8  | 20 | 3  |
| Ierland   | 5 | 1 | 2  | 2 | 4  | 5  | 13 |
| België    | 5 | 0 | 3  | 2 | 3  | 3  | 8  |
| Wales     | 5 | 0 | 3  | 2 | 3  | 2  | 12 |
| Italië    | 5 | 0 | 2  | 3 | 2  | 2  | 11 |

| België    | Italië    | 0 - 0 |
| Nederland | Ierland   | 6 - 0 |
| Duitsland | Wales     | 4 - 0 |
| Nederland | Wales     | 6 - 0 |
| Duitsland | Italië    | 3 - 0 |
| België    | Ierland   | 1 - 1 |
| Nederland | Duitsland | 1 - 3 |
| België    | Wales     | 1 - 1 |
| Ierland   | Italië    | 3 - 1 |
| Ierland   | Wales     | 0 - 0 |
| Nederland | Italië    | 4 - 0 |
| Duitsland | België    | 3 - 1 |
| Nederland | België    | 3 - 0 |
| Italië    | Wales     | 1 - 1 |
| Duitsland | Ierland   | 5 - 1 |

### Groep B
| Team        | G | W | GL | V | P | DV | DT |
| ----------- | - | - | -- | - | - | -- | -- |
| Engeland    | 5 | 4 | 0  | 1 | 8 | 14 | 5  |
| Sovjet-Unie | 5 | 3 | 0  | 2 | 6 | 15 | 7  |
| Spanje      | 5 | 3 | 0  | 2 | 6 | 11 | 5  |
| Schotland   | 5 | 3 | 0  | 2 | 6 | 10 | 7  |
| Frankrijk   | 5 | 2 | 0  | 3 | 4 | 8  | 5  |
| Oostenrijk  | 5 | 0 | 0  | 5 | 0 | 0  | 29 |

| Engeland    | Oostenrijk  | 5 - 0 |
| Spanje      | Sovjet-Unie | 1 - 0 |
| Schotland   | Frankrijk   | 2 - 1 |
| Sovjet-Unie | Oostenrijk  | 9 - 0 |
| Engeland    | Schotland   | 3 - 0 |
| Frankrijk   | Spanje      | 2 - 0 |
| Engeland    | Sovjet-Unie | 4 - 2 |
| Frankrijk   | Oostenrijk  | 4 - 0 |
| Schotland   | Spanje      | 3 - 0 |
| Sovjet-Unie | Frankrijk   | 1 - 0 |
| Schotland   | Oostenrijk  | 3 - 0 |
| Spanje      | Engeland    | 2 - 0 |
| Sovjet-Unie | Schotland   | 3 - 2 |
| Spanje      | Oostenrijk  | 8 - 0 |
| Engeland    | Frankrijk   | 2 - 1 |

## Uitslagen eindfase
| Om plaats 9 t/m 12 | Om plaats 9 t/m 12 | Om plaats 9 t/m 12                       |
| ------------------ | ------------------ | ---------------------------------------- |
| Wales              | Oostenrijk         | 6-0                                      |
| Frankrijk          | Italië             | 2-1                                      |
| Om plaats 5 t/m 8  |                    |                                          |
| Schotland          | Ierland            | 3-1                                      |
| Spanje             | België             | 5-1                                      |
| Halve finale       |                    |                                          |
| Nederland          | Engeland           | 0-0 (Engeland wint na strafballen (2-3)) |
| Duitsland          | Sovjet-Unie        | 2-1 (na verlenging)                      |

## Finalewedstrijden
| Om plaats 11 | Om plaats 11 | Om plaats 11 |
| ------------ | ------------ | ------------ |
| Italië       | Oostenrijk   | 5-1          |
| Om plaats 9  |              |              |
| Wales        | Frankrijk    | 3-2          |
| Om plaats 7  |              |              |
| België       | Ierland      | 2-0          |
| Om plaats 5  |              |              |
| Schotland    | Spanje       | 2-1          |
| Om plaats 3  |              |              |
| Nederland    | Sovjet-Unie  | 2-3          |
| Finale       |              |              |
| Engeland     | Duitsland    | 2-1          |

| Europees kampioen 1991 |
| ---------------------- |
|                        |
| Engeland Eerste titel  |

## Eindrangschikking
| rang   | land        |
| ------ | ----------- |
| Goud   | Engeland    |
| Zilver | Duitsland   |
| Brons  | Sovjet-Unie |
| 4      | Nederland   |
| 5      | Schotland   |
| 6      | Spanje      |
| 7      | België      |
| 8      | Ierland     |
| 9      | Wales       |
| 10     | Frankrijk   |
| 11     | Italië      |
| 12     | Oostenrijk  |

## Selecties
| Nederland |
| --- |
| speelsters Doelverdedigers: Jacqueline Toxopeus · Carina Bleeker · Verdedigers: Ingrid Appels · Helen van der Ben · Lisanne Lejeune · Annemieke Fokke · Daniëlle Koenen · Caroline Leenders · Middenvelders: Carina Benninga © · Noor Holsboer · Florentine Steenberghe · Carole Thate · Aanvallers: Martine Ohr · Wietske de Ruiter · Suzan van der Wielen · Ingrid Wolff staf Bondscoach: Roelant Oltmans · Assistent-bondscoach: Franklin Dikmoet |

1984 · 1987 · 1991 · 1995 · 1999 · 2003 · 2005 · 2007 · 2009 · 2011 · 2013 · 2015 · 2017 · 2019 · 2021 · 2023